# Кировский сквер (Вологда)
Ки́ровский сквер — сквер в Вологде, названный в честь С. М. Кирова. Расположен на пересечении улиц Зосимовской и Ленина.

## История
Изначально на месте сквера находилась Плац — парадная площадь. По царским дням на ней проводились парады войск местного гарнизона. В 1916 году на площади была установлена первая в Вологде радиостанция, которой впоследствии была принята новость об Октябрьской революции.
После революции площадь переименовали в Советскую. В декабре 1918 года на площади состоялся смотр войск Вологодского гарнизона, который провёл окружной военный комиссар Михаил Васильевич Фрунзе.
В 1934—1936 годах на месте Советской площади был разбит сквер.
27 октября 1968 года, к 50-летию Ленинского комсомола, в Кировском сквере был открыт обелиск Славы вологжанам — Героям Советского Союза.
Студенческая газета находящегося рядом электро-энергетического факультета ВоГТУ также называется «Кировский сквер».